# 大仓盖镇
大仓盖镇，是中华人民共和国河北省张家口桥东区下辖的一个乡镇级行政单位。
大仓盖镇原属宣化县，2016年1月划归张家口市桥东区管辖。

## 行政区划
大仓盖镇下辖以下地区：
大仓盖村、羊房堡村、向家营村、殷家庄村、河家堰村、梅家营村、北甘庄村、王家楼村、小仓盖村、张家园村、保府庄村、大辛庄村、双庙村、李指挥庄村、蔡家庄村、路家房村、定兴堡村、沙圪达洼村、赵家屯村和青寺村。